# التنمارکت بی سانکت گالن
التنمارکت بی سانکت گالن (به آلمانی: Altenmarkt bei Sankt Gallen) یک شهر بازاری و municipality of Austria در اتریش است که در Liezen District واقع شده‌است.

## خصوصیات
التنمارکت بی سانکت گالن ۴۳٫۲۶ کیلومترمربع مساحت دارد ۴۶۷ متر بالاتر از سطح دریا واقع شده‌است.